# Janina Górkiewicz
Janina Barbara Górkiewiczowa, z domu Targosz (ur. 12 lipca 1921 w Mucharzu koło Wadowic, zm. 29 lipca 1986 tamże) – polska pisarka, autorka książek dla młodzieży.

## Życiorys
W wieku 12 lat debiutowała wierszami na łamach szkolnego „Promyka” wychodzącego w 1933 w Wadowicach. Ukończyła Gimnazjum im. Narcyzy Żmichowskiej w Warszawie, zaś lata wojennej okupacji przeżyła w rodzinnym Mucharzu, pracując tamże w urzędzie pocztowym i urzędzie gminy. Zdobyła również przygotowanie nauczycielskie (ukończyła Liceum Pedagogiczne w Krakowie), w latach 1945–1970 pracowała w szkole w Mucharzu (okresowo jako jej kierownik).
Debiutowała jako prozaik nowelą Klimczyne bursztyny w almanachu „Młoda wieś pisze” w 1961. Jedna z założycielek grupy literackiej „Nadskawie”, była autorką powieści i opowiadań dla młodzieży.

## Wybrane publikacje
- I przyszedł dzień (1965, powieść)
- A jednak radość (1967, powieść)
- Spotkania nad urwiskiem (1968, opowiadania)
- Szesnaste lato Hanki (1969, powieść)
- Junak (1972, Wydawnictwo Harcerskie Horyzonty, w cyklu Spłowiałe lata)
- Wieś na dnie jeziora (1984, opowiadania poświęcone Mucharzowi)
- Głuptak
- Spłowiałe lata (t. I 1973, t. II 1977, t. III 1978) Ludowa Spółdzielnia Wydawnicza
- Izydor
- Szczenięca miłość
- Chleba kromka dla Tomka
- Kto depcze stokrotki

## Nagrody i odznaczenie
Była laureatką kilku nagród literackich (m.in. w konkursie „Głosu Nauczycielskiego” na pamiętnik), została odznaczona Krzyżem Kawalerskim Orderu Odrodzenia Polski.

## Upamiętnienie
Jej imię nosiło istniejące w latach 1999–2019 gimnazjum w Mucharzu (pełna nazwa Gimnazjum w Mucharzu im. Janiny Barbary Górkiewiczowej).
W 2022 roku w miejscowości Jaszczurowa powstała ławeczka z pomnikiem Janiny Górkiewiczowej.